# Modular Audio Recognition Framework
Modular Audio Recognition Framework (MARF) é uma plataforma de pesquisa e uma coleção de algoritmos de voz/som/fala/texto e Processamento de linguagem natural (PLN) escritos em Java e organizados num framework modular e extensível que tenta facilitar a adição de novos algoritmos. MARF pode atuar como uma biblioteca em aplicações ou ser usado como uma fonte de aprendendizagem e extensão. Algumas aplicações de exemplo são fornecidas para mostrar como usar a estrutura. Há também um manual detalhado e a referência da API no formato javadoc de modo que o projeto projeto tende a ser bem documentado. MARF e suas aplicações são liberados sob uma licença BSD.